# Канадська справа
Канадська справа — скандал у Франції у 18 столітті. Після втрати Нової Франції у Семилітній війні до судової відповідальності було притягнуто інтенданта Нової Франції Франсуа Біго (фр. François Bigot), генерал-губернатора Нової Франції П'єра де Ріго де Водрейля (фр. Pierre de Rigaud de Vaudreuil) та інших адміністраторів Нової Франції. Біго та Водрейль були ув'язнені відповідно 17 листопада 1761 та 30 березня 1762. Справа тривала два роки, виявивши корупцію і фінансові скандали. Водрейля визнано невинним 10 грудня 1763, Біго присудили виплатити 1.5 мільйонів ліврів реституції.